# 泰定帝
元泰定帝也孙铁木儿（1293年11月28日—1328年8月15日）是元朝第六位皇帝，蒙古帝国第十位大汗，在位5年，自1323年10月4日至1328年8月15日。他的父亲甘麻剌是元世祖太子真金的長子，並在1292年被封为晉王，出镇嶺北。1302年也孙铁木儿在甘麻剌死后袭晋王位，直到1323年他被發動南坡之变刺殺元英宗的黨羽推舉接帝位。
1328年他去世后不久，其叔父答剌麻八剌之孫元文宗以追究英宗之死為由起兵，擊敗了他的兒子天顺帝而掌握大權，使他沒被授與谥号和庙号，因此历史上以其年号称之为泰定帝。

## 出生时间的争议
关于泰定帝的出生年，《元史》中的说法互相矛盾，在《元史·泰定帝一》中称“至元十三年十月二十九日，帝生于晋邸。”至元十三年是1276年，但在《元史·泰定帝二》中又说“庚午，帝崩，寿三十六”，按这个说法他应该是1293年（至元三十年）出生的。很可能作者误把“三十”写成了“十三”。泰定帝“生于晋邸”，而1292年甘麻剌被封为晉王，而且1328年他的长子阿剌吉八當時只有8岁，所以泰定帝应该是生于1293年。

## 生平
至治三年（1323年）三月，也孙铁木儿的亲信倒剌沙被宣徽使探忒警告说元英宗将对也孙铁木儿不利。同年八月二日，晉王也孙铁木儿得知了有人預謀将弒君且欲将其迎立为皇帝的消息。
至治三年八月初四（1323年9月4日），铁木迭儿的义子铁失趁着元英宗从上都避暑结束南返大都途中，在上都以南15公里的地方南坡的刺杀了元英宗及右丞相拜住等人，史称南坡之变。
元英宗被刺后，也孙铁木儿被擁立为皇帝。至治三年九月初四日（1323年10月4日），也孙铁木儿在漠北草原的龙居河（今克鲁伦河）河畔登基称帝。尽管也孙铁木儿是知情者，但他登基之后就下令追究刺杀英宗的涉及人等。
至治三年十一月十三日（1323年12月11日），泰定帝到达大都。1323年12月17日，泰定帝在大都大明殿接受诸王和百官朝贺。
至治三年十二月十一日（1324年1月7日），泰定帝追尊其父亲甘麻剌為皇帝，为甘麻剌上庙号显宗，汉文谥号光圣仁孝皇帝；追尊其母亲普顏怯里迷失为皇后，为普顏怯里迷失上谥号宣懿淑圣皇后。
泰定元年三月二十日（1324年4月14日），泰定帝立八八罕为皇后，立阿剌吉八为太子，即日後的元天順帝。
从1325年开始，泰定帝因国库收入少于支出，开始减少国家支出。七月，他下令不允许汉人收藏和携带兵器。
泰定二年九月初一日（1325年10月8日），泰定帝改革全国的行政区划，将全国划分为18个道，分别为：两浙道、江东道、江西道、福建道、江南道、湖广道、河南道、江北道、燕南道、山东道、河东道、陕西道、山北道、辽东道、云南道、甘肃道、四川道、京畿道。
泰定帝还下达了一系列命令禁止和尚和道士购买民间的土地，克制僧院的过分富有。
在泰定帝统治期间，广西、四川、湖南、云南等少数民族地区经常爆发反抗元朝统治的暴乱，泰定帝一般使用软硬兼施的手段来平息这些暴乱，从整体来说其在任时整个国家基本上比较安宁。
致和元年七月初十日（1328年8月15日），元泰定帝在上都病逝，享年36岁。
元泰定帝七月去世后，九月，他的儿子阿剌吉八在上都登基，改元天顺，即元天顺帝；九月十三日，元武宗之子元文宗在大都登基，改元天历。双方交战一个月，最终以元文宗获胜告终，元天顺帝失败后下落不明，不知所终。
由於元文宗以追究英宗之死為由起兵，並推翻了其子天順帝，因此也孙铁木儿无庙号和谥号，故以年号史称为泰定帝。

## 天灾不断
泰定帝在位期间中国很多地方多次受灾：
- 几乎每年每月都有水灾的纪录，许多地方爆发饥荒。
- 1323年冬蒙古大寒大雪，许多畜兽被饿死。
- 1324年七月，“龙庆州雨雹大如鸡子”。（《元史·泰定帝一》）
- 1325年十二月，同州地震。江淮严重水、旱灾。
- 1326年十二月，宁夏地震。
- 1327年三月，和宁地震。
- 1327年五月，洛阳发生蝗灾。
- 1327年八月，四川发生强烈地震。
- 1327年九月，宁夏再次地震。
- 1328年七月，宁夏又地震。

## 下圣旨保护黄帝陵轩辕庙
泰定二年（1325年），黄帝陵轩辕庙（位于今陕西省黄陵县）西院保生宫发生火灾后，泰定帝下诏保护黄帝庙宇，严禁破坏黄帝庙宇建筑设施，禁止砍伐柏树林木，并下令着专人看守保护（见轩辕庙内碑廊《元泰定二年圣旨碑》），这个圣旨是现存最早的保护黄帝陵庙的法令。到了至正元年（1341年），元順帝降旨，将轩辕庙西院被焚毁的保生宫重新修复。
轩辕庙内碑廊元朝《圣旨碑》，泰定二年（1325年）刻，圣旨全文如下（□表示文字模糊不清）：
皇帝圣旨，制陕西等处行中书省，据道人罗德信状告：
西安路中部县住持道人，伏为状告，本县东古迹保生宫轩辕黄帝殿宇一处，并北山桥陵一所，迄今异代，每年春秋官降钱数□□□等。不畏公法之人，执把弹弓、吹筒，辄入本宫，采打飞禽，掏取雀鸟，将飞檐走兽损坏；又有愚徒之辈，泼皮歹人，赍夯斧具，将桥陵内所长柏树林木砍伐等事，乞禁治，得此检会到，钦奉圣旨。节该和尚先生。也里可温答夫蛮人等□□□□□祝延□□□圣寿。但属宫观寺院里底田地、水土、竹苇、碾磨、□林，解典库，浴堂店□□□拣什么□休差要者，铺马祗只应休着者，地税、商税休与者□□□咱每明，降下圣旨，无得推称。着诸邑授下气力要呵休与者，别了的人每不怕那什么钦差，除钦遵外，今据见告省府，给榜文常训，张挂禁约，无得似前骚扰。如有违犯之人，许诸人捉拿到官，痛行断罪。施行须议□给者。
右榜省谕，各令通知。
榜示
泰定二年六月八日
西蜀莹明子成善璋书

白水县樊裕刊
元泰定帝所颁发的保护黄帝陵庙的圣旨与许多散落各地其他元代圣旨碑一样，既没有“奉天承运皇帝，诏日”的官八股，也没有古奥的文言文，而是使用当时的白话，并不时夹杂着汉字假名的蒙古语。也许就是采用这样较通俗易懂的行文，以便让百姓更易知晓。 
这篇碑文距今已有六百八十多年，现保存在黄帝庙碑林里，这是中华民族在六百多年前颁发的第一份保护黄帝陵（庙）法令。

## 家庭

### 父母
- 甘麻剌，1290年封为梁王，出镇云南，1292年改封晋王，移镇漠北，1302年去世，1324年元泰定帝追尊甘麻剌为皇帝，为甘麻剌上庙号显宗，汉文谥号光圣仁孝皇帝。
- 普顏怯里迷失王妃，甘麻剌的正妻，1324年元泰定帝上谥号宣懿淑圣皇后。

### 兄弟姐妹
- 大哥 松山，1293被封为梁王，出镇云南。1309年，元武宗封老的罕为云南王，代替松山镇守云南，不久之后，松山去世。
- 三弟 迭里哥兒不花。1307年元武宗封北宁王，赐螭纽银印。1309年，元武宗以阿速卫五百人隶之，命他驻和林。1311年，改封湘宁王，换金印，食湘乡州宁乡县六万五千户。1323年去世
- 蓟国公主 卜答失里，下嫁高丽忠宣王王璋为王后
- 赵国公主 阿剌的纳八剌，下嫁注安

### 妻妾
- 八不罕皇后，弘吉剌氏，按陈孙斡留察兒之女，1324年被册立为皇后
- 亦怜真八剌皇后，昌国公主益里海涯之女。
- 忽剌皇后
- 也速皇后
- 撒答八剌皇后，泰定帝姐姐寿宁公主之女。
- 卜顏怯里迷失皇后
- 失烈帖木兒皇后
- 铁你皇后
- 必罕皇后，弘吉剌氏，兗王买住罕之女。
- 速哥答里皇后，弘吉剌氏，兗王买住罕之女，必罕皇后的妹妹。

### 子女
- 长子：元天顺帝阿剌吉八，無後，生母是八不罕皇后。
- 次子：晋王八的麻亦兒間卜，早隕，無後。
- 三子：小薛太子，泰定三年（1326年），因为小薛夜夜啼哭，元泰定帝也孙铁木儿赐给他高年钞来克制。早隕，無後。
- 四子：允丹藏卜太子，早隕，無後。

## 相關史料
- 《鄂多立克东游录》，意大利方济各会托钵僧、著名的旅行家鄂多立克撰写。
- 《至正条格》，1346年元順帝颁布的元朝第三部法律，现存残本收录1260年—1344年元朝官方颁布的关于法律方面的圣旨条画、律令格例以及司法部门所判案例的汇编，史实多为《元史》所不载。
- 《元史·泰定帝本紀》 （页面存档备份，存于），明朝官修正史
- 《新元史·泰定帝本纪》 （页面存档备份，存于），民国官修正史
- 《续资治通鉴》 （页面存档备份，存于），清朝史学家毕沅撰写。
- 《元史类编》，清朝史学家邵远平撰写。
- 《元史新编》，清朝史学家魏源撰写。
- 《元书》，清朝史学家曾廉撰写。
- 《蒙兀儿史记》，清末民初史学家屠寄撰写。

## 評價
後世史家對泰定帝是否參與或得知南坡之變存有爭議。相信泰定帝知情甚至參與的史家認為泰定帝是為了滅口而處死所有其他參與陰謀的人；否定泰定帝涉案的史家則讚揚他處決參與陰謀之人做法恰當，並指責元文宗及燕帖木兒為了在泰定帝死後奪位進而篡改歷史誣衊泰定帝。另一方面，多數史家認為泰定帝治績平平，而其對佛教的虔誠信奉更招來詬病。
- 明朝宋濂等官修正史《元史》的評價是：“泰定之世，灾异数见，君臣之间，亦未见其引咎责躬之实，然能知守祖宗之法以行，天下无事，号称治平，兹其所以为足称也。”[5]

- 清朝史学家邵远平《元史类编》的評價是：“册曰：长子世嫡，嗣统允宜；武仁先立，泽承人思；忽焉不世，电灭云移；或曰南坡，其蛮与知；故史具在，其又谁欺？”[6]

- 清朝史学家毕沅《续资治通鉴》的評價是：“帝在位，灾异数见，然能守祖宗之法，天下号称治平。”[7]

- 清朝史学家魏源《元史新编》的評價是：“一代统绪之传，有正统即有公论，岂一时私意所能傎倒磔裂者哉！世祖明孝太子早卒，皇孙成宗立，追谥裕宗。成宗本裕宗第三子，其同母二兄，一为晋王甘麻剌，一为怀王答剌麻八剌，本无嫡庶，而晋邸居长。成宗崩后无嗣，晋王之子泰定帝即可嗣立，乃因仁宗自怀庆入，先靖内难，迎立其兄怀宁王于漠北，是为武宗。所谓先入关者王之，非晋王子不当立而必立怀王子也。及再传至英宗遇弑，晋王复出自漠北入靖内难，讨贼嗣位，是为泰定。与武、仁之事相埒，非武、仁有功宗社，而泰定无功也。泰定践阼，即以和林兵柄授周王使代己任，屡通朝贡。又召怀王自海南入朝京师，锡封藩国，移近江陵，屡赐金币，是泰定于文宗兄弟有德而无怨也。泰定太子册立已五载，父终子继，名正言顺，怀王、周王安得入干大统乎！若谓武、仁当日原有传位周王，嗣及英宗之约，则仁宗实背约在前，可以责仁宗，不可以责泰定也。乃文宗篡立之诏，谓泰定以旁支入继，正统遂偏，甚至诬其与贼臣铁失潜通阴谋，冒干宝位，追毁晋王显宗庙室。乌乎！以讨贼之主，而诬以通贼之罪，是何言哉！若谓武宗二子为人心所归，泰定当舍子而传侄，则何以天历颁诏至关中、至四川、至辽东，皆焚书斩使，起兵拒命，则人心归泰定之子，而不归武宗之子，明如星日。是则燕帖木儿之为逆臣，怀王之为逆立，亦明如星日。固不待鲁桓弑隐夺国，已无所逃于《春秋》之责，况欲宽其罪于中途弑逆之后哉！斯非难定之案，而数百年尚无定论。请断之，以折曲沃桓叔之徒，假托正谊者。”[8]

- 清朝史学家曾廉《元书》的評價是：“论曰：周太王以国传王季，设季而无后，则泰伯之子孙遂不可以复承周祀乎？美哉晋王之让，而泰定之立，亦不可不畏之正也。上都告变，惜已无及，然大节亦明矣。故诸凶迁官非有他也，仓卒之间，形格势禁，度权力未足以制其命也。荣宠以诱之，俾喜而懈，稍缓须臾，成备而出，而疾雷不及掩耳矣。呜呼！此帝之所以为权，然岂不果哉！至后纪纲弗振，由不纳张珪、宋本之言，而乱是用长也，累受佛戒，亦梁武之俦乎？”[9]

- 清末民初史学家屠寄《蒙兀儿史记》的評價是：“至元六年，诏称英宗遇害，正统遂偏，于戏！此惠宗一人之私言也。太子真金嫡子三人，泰定之父晋王甘麻剌最长，次则武仁之父答剌麻八剌，又次为成宗。成宗之立，非世祖本意也。向使储闱符玺之归，果足为大统继嗣之证，则当世祖宾天，诸王大会，成宗曷不径遵遗诏，即位梓宫之前，出受群臣之贺。顾乃迟回三月，必得晋王北面愿事之一言，而大策始定，何也？盖成宗以皇孙出抚北军时，既无王号，又未赐印，世祖用玉昔帖木儿之请，濒行仓卒，授以故太子宝，代一时行军印之用而已。非有告庙册立之礼也。晋王不让，成宗不得立。则所谓正统，宜属晋王之子孙。明史臣王祎言：武宗约继世子孙，兄弟相及。而仁宗不守宿诺，传位英宗，仍使武宗二子出居于外。及英宗遇弑，而明宗在北，文宗在南。嗣晋王于世祖为嫡长曾孙，则求所当立，舍嗣晋王谁归？旧传英宗之弑，晋邸与闻，考之宝录，不得其证。传闻之缪，殊不足信。邵阳魏氏源亦言：成宗无嗣，大统当归，泰定徒以仁宗自怀先入，靖内难而迎立武宗，所谓先入关者王之，非晋王子不当立，而必立答剌麻八剌子也。泰定能讨贼，胜于武、仁杀疑似之宗亲，非武、仁有功社稷，而泰定无功也。泰定践阼，即归周王之妃八不沙于漠北，召图帖睦尔汗于海南，既至京师，厚加赐予。封为怀王，妻以主女。初镇建康，六朝都会；及移江陵，益据上游。泰定之于怀王，有德而无怨也。阿速吉八太子册立已五载，父终子继，名正言顺，大统所在，孰得干之？若谓武宗当日原有传位周王以及英宗之约，则仁宗实背约在前，可以责仁宗，不可以责泰定也。若谓武宗二子，人心所归，泰定当舍子而传侄，何以山后、辽东、关陇、滇、蜀，先后为上都起兵，即河南、湖广，犹必执杀省官，易置郡县长吏，强之而后从。当日讴歌讼狱，不之武宗之子，而之泰定之子，明矣。然则燕帖木儿之为逆臣，怀王之为篡立。不待鲁桓弑隐，已无所逃于《春秋》之诛。况可宽其罪于旺兀察都推刃天伦之后哉！斯狱县之六百年，请断之，以折曲沃桓叔之徒，假托名义者。”[10]（至元六年为1338年，此处至元为元順帝年号）[註 3]

- 民国柯劭忞官修正史《新元史》的評價是：“孔子称叔孙昭子之不劳。泰定帝讨铁失等弑君之罪，虽叔孙昭子何以尚之。文宗篡立，欲厌天下之人心，诬蔑之辞无所不至。惜乎后世之君子，不引孔子之言，以论定其事也。”[11]

- 民國學者蔡東藩於《元史演義》的評價是：「泰定帝在位五年，乏善可述，所誅逆黨，亦非本心，至其後好作佛事，意者其恐逆黨之冥中報復，姑借此為懺悔計乎？晏駕以後，即生內變，佛其果有靈耶？抑無靈耶？」[12]

## 延伸阅读
[在维基数据编辑]
 《元史/卷029》，出自宋濂《元史》
 《元史/卷030》，出自宋濂《元史》
 《新元史/卷019》，出自柯劭忞《新元史》

### 引用
1. ↑  为天顺帝臣所议未从。——黎東方. 《細說元朝》. 五八 〈泰定帝也孫鐵木兒〉.傳記文學出版社 . 1981年: 第383頁.
2. ↑  泰定帝即位圣旨：薛禅皇帝可怜见嫡孙、裕宗皇帝长子、我仁慈甘麻剌爷爷根底，封授晋王，统领成吉思皇帝四个大斡耳朵，及军马、达达国土都付来。依着薛禅皇帝圣旨，小心谨慎，但凡军马人民的不拣甚么勾当里，遵守正道行来的上头，数年之间，百姓得安业。在后，完泽笃皇帝教我继承位次，大斡耳朵里委付了来。已委付了的大营盘看守着，扶立了两个哥哥曲律皇帝、普颜笃皇帝，侄硕德八剌皇帝。我累朝皇帝根底，不谋异心，不图位次，依本分与国家出气力行来；诸王哥哥兄弟每，众百姓每，也都理会的也者。今我的侄皇帝生天了也么道，迤南诸王大臣、军士的诸王驸马臣僚、达达百姓每，众人商量着：大位次不宜久虚，惟我是薛禅皇帝嫡派，裕宗皇帝长孙，大位次里合坐地的体例有，其余争立的哥哥兄弟也无有；这般，晏驾其间，比及整治以来，人心难测，宜安抚百姓，使天下人心得宁，早就这里即位提说上头，从着众人的心，九月初四日，于成吉思皇帝的大斡耳朵里，大位次里坐了也。交众百姓每心安的上头，赦书行有。——《元史》本纪二十九•泰定帝一
3. ↑  . 青苹果数据中心. 2013-12-24: 693  [2020-01-22]. （原始内容存档于2021-04-21） （中文）.
4. ↑  .   [2011-06-21]. （原始内容存档于2016-10-10）.
5. ↑  .   [2011-06-14]. （原始内容存档于2011-06-09）.
6. ↑  《元史类编》卷八《泰定帝》
7. ↑  .   [2012-08-23]. （原始内容存档于2016-03-04）.
8. ↑  《元史新编》卷十一《泰定帝本纪》
9. ↑  《元书》卷十《泰定帝本纪》
10. ↑  《蒙兀儿史记》卷十三《也孙铁木儿汗本纪》
11. ↑  .   [2011-06-14]. （原始内容存档于2009-10-03）.
12. ↑  見《元史演義》第三十八回結語